# Woestijnkapel

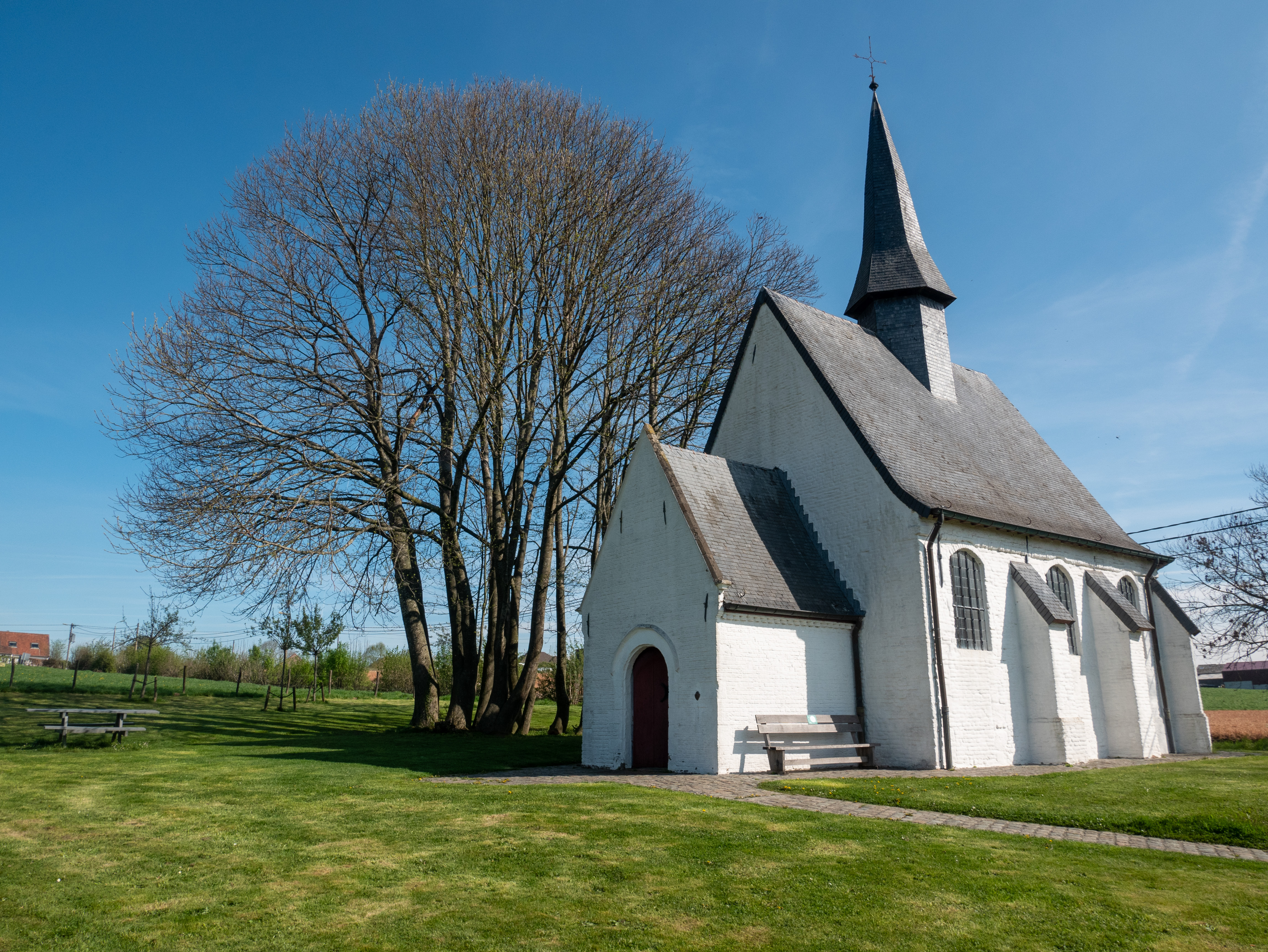
Woestijnkapel te Gooik

De Heilige Kruiskapel, gemeenzaam bekend als de Woestijnkapel, is gelegen in de Woestijnstraat te Gooik in Vlaams-Brabant.

## Geschiedenis
De kapel kwam er in de 13de eeuw, toen de honden van een schaapsherder bij het omwoelen van de grond een geelkoperen kruisbeeld vonden. Het kruis, dat in circa 1280 moet zijn vervaardigd, werd al snel het onderwerp van verering. Zo komt de woestijnkapel ook aan zijn tweede naam: 'de kapel van het Heilig Kruis'. De naam 'woestijn' komt van 'wastijn', een onbebouwde woestenij, zoals deze streek er destijds uitzag.
De woestijnkapel is gelegen op de voormalige bedevaartsroute van Compostella en genoot in de dertiende eeuw grote faam bij pelgrims wegens de aflaat die paus Bonifatius VIII verleende aan iedereen die hier op bedevaart kwam.
Reeds in 1514 werden hier wekelijks twee missen opgedragen, maar het was pas in 1600 dat de huidige kapel er kwam. Een eeuw later werd een eerste grondige verandering aangebracht. In 1758 werd het huidige gewelf aangebracht.

## Architectuur
De kapel bestaat uit een enkelvoudige beuk van drie traveeën, voorafgegaan door een lager ingangsportaal met puntgevel. De leien zadeldaken en dakruiter stralen een speels karakter uit, dankzij de jongste restauratie.  De zuidgevel is voorzien van drie steunberen en drie steekboogvensters sinds 1758. De blinde noordmuur is gestut door twee steunberen.
Een centrale steunbeer aanvankelijk verlicht door middel van twee kleine spitsboogvensters, bevindt zich in de koorsluiting. Het portaal met zadeldak, geconstrueerd begin de 17de eeuw heeft schouderstukken en een aandak, en is voorzien van een korfboogdeurtje met druiplijst.
De bouwmaterialen zijn handgemaakte bakstenen en Lembeekse (groene) zandsteen. Binnenin staat een barok portiekaltaar uit 1635 met twee Korinthische zuiltjes. Nog steeds wordt er elke zondag de Heilige Eucharistieviering verzorgd door de pastoor van de parochie Strijland-Gooik. De woestijnkapel is, samen met de onmiddellijke omgeving, sedert meer dan vijftig jaar geklasseerd. Het werd aangeduid als beschermd monument sinds 1942 en als vastgesteld bouwkundig erfgoed in 2021.
De kapel komt voor op enkele wandelroutes en is ook het vertrekpunt van een geo-toeristische landschapswandeling.